# جميلة أفغاني
جميلة أفغاني ((بالفارسية: جمیله افغانی)؛مواليد 1976 في كابول) ناشطة نسوية في مجال حقوق المرأة والتعليم في أفغانستان. وهي المؤسس والمدير التنفيذي لمنظمة نور التعليمية وتنمية القدرات (NECDO). وهي أيضًا عضو تنفيذي في المنظمة الجامعة، شبكة المرأة الأفغانية [الإنجليزية] (AWN). في عام 2022، حصلت جميلة أفغاني على جائزة أورورا لإيقاظ البشرية [الإنجليزية].

## سيرة شخصية
أصيبت جملة عندما كانت طفلة بشلل الأطفال وبسبب مضاعفات المرض يجب أن تستخدم دعامة للمشي. عندما كانت في الرابعة عشرة من عمرها، أصيبت برصاصة في رأسها خلال الحرب السوفيتية.
فرت من كابول في التسعينيات خلال الحرب الأهلية الأفغانية، واستقرت في بيشاور. وهي حاصلة على درجتي البكالوريوس والماجستير من جامعة بيشاور. كانت أول وظيفة لها عاملة اجتماعية في مخيمات اللاجئين الأفغان في باكستان. كما ساعدت النساء في المخيمات على معرفة القراءة والكتابة من خلال دروس تعليم القرآن.
صرحت أن أحد أكبر العوائق التي تحول دون حصول المرأة على التعليم هو نقص المعلمات. أسست في عام 2001 NECDO بهدف مساعدة النساء والأطفال في الحصول على فرص تعليمية. تقوم NECDO أيضًا بتدريس لغة الإشارة، ولديها محاضرات حول حل النزاعات وقضايا النوع الاجتماعي. تشتهر NECDO بابتكار طرق مبتكرة للوصول إلى النساء والفتيات. على سبيل المثال، أنشأت NECDO مكتبة للفتيات، لكنها شجعت الأولاد لإحضار الفتيات لزيارة المكتبة، ومنحت جوائز للأولاد عن كل خمس فتيات أحضروهم. تخدم منظمتها حوالي 50000 امرأة في 22 مقاطعة.
يتحدى عمل جميلة بشكل مباشر المفهوم الخاطئ بأن الإسلام يدعم العنف ضد المرأة. لقد أنشأت أول "تدريب يراعي الفوارق بين الجنسين في أفغانستان للأئمة ". بدأت المشروع بالبحث عن أئمة مهتمين بالاطلاع على المعلومات التي أعدتها هي وآخرون. بدأ الأئمة على الفور في الدعوة إلى المواد الجديدة التي تغطي حقوق المرأة من وجهة نظر إسلامية. بحلول عام 2015، صار لديها حوالي 6000 إمام يعملون في البرنامج. في كابول، أدى برنامجها "إلى سلسلة من الخطب (خطب الجمعة) في عشرين مسجداً من المساجد المؤثرة في المدينة. اكتشفت جميلة من خلال عملها أن "أفواه النساء تغلق عندما لا يكون لديهن مبررات إسلامية" لأن الثقافة الأفغانية متدينة ومحافظة للغاية. كان لتدريبها الجنساني آثار قوية على الرجال الذين لم يدركوا أن الإسلام سمح بحقوق المرأة مما ساعد في تحويل الرجال إلى دعاة للمرأة. قالت جميلة إن "البرنامج هو نوع خاص به من الثورات لأن الزعماء الدينيين المعروفين في السابق بقمع المرأة يستخدمون الآن كلمات القرآن للترويج للعدالة بالنسبة لهم".
كما أنها تعمل على تحدي نظام الحكم الأبوي القبلي في أفغانستان. وهي تعتقد أن إحدى المشاكل مع أفغانستان هي أن المواطنين غير قادرين على التمييز بين "الإسلام والثقافة والسياسة". وتقول إنها تعرضت للتهديد من قبل بعض الأفغان الذين يعارضون تعاليمها وترويجها للتفسير السلمي للإسلام.
حصلت جميلة على جائزة تانينباوم لصانع السلام في العمل عام 2008. كانت من بين المرشحين النهائيين الذين رُشحوا لجائزة أورورا لصحوة الإنسانية في عام 2017. ثم في عام 2021، رشحت جميلة أفغاني لجائزة أورورا للمرة الثانية وحصلت على جائزة أورورا لعام 2022.

## روابط خارجية
- منظمة نور التعليمية وتنمية القدرات (NECDO)
- تانينباوم صانعة سلام تعمل جميلة أفغاني عن الدين والسلام (فيديو)